# Diaphorus parenti
Diaphorus parenti är en tvåvingeart som beskrevs av Stackelberg 1928. Diaphorus parenti ingår i släktet Diaphorus och familjen styltflugor. Inga underarter finns listade i Catalogue of Life.